# Harry Potter en de Orde van de Feniks (boek)
Harry Potter en de Orde van de Feniks is het vijfde deel in de Harry Potterserie, geschreven door de Britse schrijfster J.K. Rowling. De Nederlandse vertaling is van de hand van Wiebe Buddingh' en werd uitgegeven door De Harmonie/Standaard Antwerpen.
De gelijknamige film ging op 11 juli 2007 in België en Nederland in première.

## Samenvatting van het boek

### Schoolvakantie
Harry brengt zijn vakantie opnieuw door bij zijn oom Herman Duffeling en tante Duffeling in de Ligusterlaan. Hij is erg gestrest omdat hij geïsoleerd is van al zijn vrienden (hij verneemt de hele vakantie niets van hen) en hij hoort niks over Voldemort of wat die van plan is. Op een avond worden hij en zijn neef Dirk aangevallen door Dementors. Harry gebruikt de Patronus-bezwering om ze te verjagen maar krijgt vervolgens bericht dat hij naar een hoorzitting moet, omdat minderjarige tovenaars niet mogen toveren buiten school. Een paar dagen later komt een hele groep heksen en tovenaars, waaronder de voormalige Verweer Tegen De Zwarte Kunsten-leraren Remus Lupos, (de echte) Alastor Dolleman, Romeo Wolkenveldt en Nymphadora Tops, een aardige, maar erg onhandige jonge heks, hem ophalen. Ze brengen hem naar Grimboudplein 12, het huis van Harry's peetvader Sirius Zwarts en het hoofdkwartier van de Orde van de Feniks. De Orde van de Feniks is een groep tovenaars die, in tegenstelling tot veel anderen, er wel van overtuigd zijn dat Voldemort is teruggekeerd, en ze doen er alles aan om hem tegen te houden. Enkele leden van de Orde zijn Albus Perkamentus, Zwarts, Lupos, Dolleman, meneer en mevrouw Wemel en Severus Sneep. Na herenigd te zijn met zijn vrienden Ron en Hermelien krijgt Harry eindelijk de antwoorden waar hij de hele zomer al op wacht.

### Grimboudplein 12 en de hoorzitting
Het Ministerie van Toverkunst, onder leiding van Cornelis Droebel, weigert te geloven dat Voldemort is teruggekeerd, en gebruikt de tovenaarskrant, de Ochtendprofeet, om zowel Harry als Perkamentus af te schilderen als leugenaars. Om de magische gemeenschap ervan te overtuigen dat Voldemort wel degelijk weer leeft en om tegen hem ten strijde te trekken, is de Orde van de Feniks in het geheim opnieuw opgericht. De Orde komt bijeen op geheime plaatsen. Waar Voldemort op uit is wil niemand Harry vertellen, maar Sirius besluit dat Harry volwassen genoeg is om de waarheid te kennen en vertelt hem dat Voldemort op zoek is naar een wapen.
Wanneer de dag van de hoorzitting komt gaat Harry met meneer Wemel naar het Ministerie van Toverkunst. Wanneer Harry de rechtszaal binnenkomt blijkt dat hij voor de gehele Wikenweegschaar, het rechtsprekend orgaan van de tovenaarswereld, moet verschijnen. Dit lijkt erg overdreven voor zo'n betrekkelijk klein vergrijp. Harry legt hen uit dat hij gehandeld heeft uit zelfverdediging, maar de heks die hem ondervraagt stelt hem steeds lastige vragen en legt hem woorden in de mond. Hij lijkt dan ook in eerste instantie niet te worden geloofd. Dan treedt Perkamentus op als raadsman, en die roept tot Harry's grote verbazing mevrouw Vaals, die ook in Klein Zanikem woont en weleens als oppas fungeert, op als getuige. Tot Harry's nog grotere verbazing blijkt mevrouw Vaals een Snul te zijn (iemand uit een tovenaarsgezin die niet kan toveren maar wel magische wezens kan zien). Mevrouw Vaals heeft de Dementors gezien, en met haar getuigenis en de hulp van Perkamentus wordt Harry vrijgesproken. Perkamentus praat echter helemaal niet met Harry, of kijkt hem zelfs maar aan. Wanneer Harry na te zijn vrijgesproken weer naar buiten loopt treft hij daar meneer Wemel, die vol verbazing naar de mensenmassa kijkt die de rechtszaal uitloopt. Hij meldt bij terugkomst aan de rest van de Ordeleden dat Harry voor de volledige Wikenweegschaar moest verschijnen. Terug op Grimboudplein 12 zijn de schoolspullen gearriveerd en blijkt dat Ron en Hermelien tot Klassenoudsten zijn benoemd. Sirius, die nu zowel gezocht wordt door het Ministerie als door Voldemort, is minder blij dat het schooljaar begint, omdat hij het huis niet uit mag en na het vertrek van de jongelui dus geen gezelschap meer heeft.

### Zweinstein
Wanneer Harry op Zweinstein aankomt, schrikt hij als hij gevleugelde paarden ziet staan voor de koetsen die hen van het station naar school brengen. Hij had ze nooit eerder gezien en dacht altijd dat de koetsen vanzelf reden, door toverkracht. Ron en Hermelien blijken de paarden echter niet te kunnen zien en verklaren Harry voor gek. Loena Leeflang, een meisje uit Ravenklauw waarvan iedereen denkt dat ze een beetje gek is, ziet de paarden echter ook; en er blijken meer mensen te zijn die de paarden wel kunnen zien. Later blijkt tijdens een les dat het gaat om Terzielers, magische wezens die alleen zichtbaar zijn voor mensen die iemand hebben zien sterven. Harry heeft het jaar ervoor Carlo Kannewasser zien sterven, toen die werd gedood door Voldemort. De schrik van het zien van de vreemde paarden is echter niets vergeleken met de schok die hij krijgt wanneer hij erachter komt wie hun nieuwe lerares Verweer tegen de Zwarte Kunsten is. Dorothea Omber, de assistent van Droebel, en de persoon die er tijdens Harry's hoorzitting alles aan deed om hem veroordeeld te krijgen.
Het wordt Harry al snel duidelijk dat veel leerlingen de Ochtendprofeet geloven en denken dat Harry een leugenaar is. Daarnaast geeft professor Omber alleen maar theorie in Verweer tegen de Zwarte Kunsten, en weigert de leerlingen spreuken te leren en praktijkles te geven. Wanneer Harry protesteert, krijgt hij direct strafwerk van Omber. Tijdens zijn straf moet Harry schrijven met een veer die op magische wijze de rug van zijn hand opensnijdt als hij schrijft. Hij schrijft zonder inkt maar er verschijnen rode letters op papier: hij schrijft met zijn eigen bloed. Wanneer hij terugkomt in de leerlingenkamer verschijnt Sirius in het haardvuur. Sirius vertelt hen dat Omber niet wil dat de leerlingen "getraind worden in de strijd" omdat Droebel bang is dat Perkamentus de leerlingen als een soort privéleger wil gebruiken. Omber voert dan ook in rap tempo een hele serie zogenaamde Onderwijsdecreten in (in opdracht van Droebel) die haar meer invloed geven dan gewone leraren, en ze wordt al snel door het Ministerie benoemd tot Hoog-Inquisiteur van Zweinstein.

### Strijders van Perkamentus
Hermelien en Ron komen met het idee zelf maar praktijkles Verweer tegen de Zwarte Kunsten te gaan regelen. Ze willen dan een groep oprichten waarin Harry les geeft. Het aantal leerlingen dat hierin geïnteresseerd blijkt te zijn is erg hoog, en tijdens de tweede bijeenkomst wordt besloten de groep Strijders van Perkamentus (SVP) te noemen. Echter na de eerste bijeenkomst wordt er meteen weer een Onderwijsdecreet ingevoerd, waardoor alle groepen, teams en clubs toestemming moeten hebben van Omber om legaal te blijven. De leerlingen realiseren zich dat Omber hen nooit toestemming zal geven, en dus gaat de SVP in het geheim door en komt bijeen in de Kamer van Hoge Nood, die hen is aangewezen door Dobby de huiself.
Ook de Zwerkbalcompetitie gaat dat jaar gewoon door. Ron wordt gekozen als Wachter voor het Zwerkbalteam van Griffoendor. Om Griffoendor te treiteren, verzinnen de Zwadderaren het liedje "Wemel is onze vriend", waarin ze Rons kwaliteiten als Wachter belachelijk maken. Hierdoor wordt Ron ontzettend nerveus tijdens de eerste wedstrijd tegen Zwadderich, maar Harry weet de Snaai te vangen en de wedstrijd te winnen. Vervolgens begint Malfidus de ouders van Harry en de Wemels te beledigen, waarop George en Harry hem aanvliegen. Omber legt Harry, Fred en George als straf een levenslang Zwerkbalverbod op en neemt hun bezems in beslag.
Gedurende het schooljaar krijgt Harry vreemde nachtmerries waarin hij ronddoolt door lange rechte gangen om uit te komen bij een dichte deur. Verder lijkt hij verbonden te zijn met Voldemort en diens emoties te voelen wanneer die heel sterk zijn.

### Occlumentie
Op een avond krijgt hij een droom waarin hij als slang Arthur Wemel (de vader van Ron) bijt, terwijl hij bezig was met een klus voor de Orde Van De Feniks. Hij gaat naar Perkamentus om hem te vertellen van de droom. Perkamentus neemt Harry serieus en zet een zoektocht op touw naar Arthur Wemel. Deze wordt gered. Harry durft niet te zeggen dat hij in de droom de slang zelf leek te zijn en zelfs een drang voelde om Perkamentus te bijten (zoals in de droom).
Perkamentus wil niet meer dat Harry de gevoelens van Voldemort voelt en laat hem lessen volgen in Occlumentie (een methode waarmee je je gedachten af kan sluiten tegen binnendringers) die hij krijgt van Professor Sneep. Harry doet niet erg zijn best in die lessen omdat hij een vreselijke hekel aan Sneep heeft.

### Perkamentus' vertrek
Op een avond wanneer er een bijeenkomst van de SVP is, komt Dobby binnen om Harry te waarschuwen dat Omber eraan komt. Harry beveelt iedereen om zo snel mogelijk de Kamer van Hoge Nood te verlaten. Ook Harry vlucht weg, maar wordt vervloekt door Malfidus. Omber neemt hem mee naar het kantoor van Perkamentus waar Droebel ook aanwezig is met Wolkenveldt, Donders en Percy. Het blijkt dat Marina Elsdonk, de vriendin van Cho Chang hen heeft verraden, en dat haar gezicht door haar verraad nu met een rij puisten is bedekt die het woord 'KLIKSPAAN' spellen. Droebel ziet hierdoor de kans om Harry van school te sturen, maar Perkamentus neemt de schuld op zich. Hij zegt dat de SVP zijn idee was. Droebel wil hem laten arresteren, maar Perkamentus is sneller en vervloekt Omber, Droebel, Wolkenveldt, Donders en Percy en slaat op de vlucht. Voor hij vertrekt drukt hij Harry op het hart goed zijn best te doen met Occlumentie.
Nu Perkamentus weg is, heeft Droebel Omber aangesteld als het nieuwe schoolhoofd, en ze heeft een hoop nieuwe regels ingesteld. De school verzet zich echter tegen het regime van Omber, en Fred en George Wemel laten een hele hoop magisch vuurwerk ontploffen en zetten een verplaatsbaar moeras neer en vertrekken later voor de neus van een woedende Omber op hun bezems de school uit.

### Groemp
Tijdens de Zwerkbalfinale Griffoendor tegen Ravenklauw, spreekt Hagrid Harry en Hermelien aan omtrent een belangrijk onderwerp. Hij neemt de twee mee naar het Verboden Bos, waar hij onthult dat hij van reis naar de reuzen Groemp heeft meegebracht, Hagrids halfbroer. Sinds het begin van het schooljaar houdt Hagrid hem in het Bos schuil, zodat hij niet opvalt voor buitenstaanders. Hagrid wil dat Harry en Hermelien voor hem zorgen in het geval hij door Omber wordt ontslagen. Harry en Hermelien stemmen uiteindelijk in met moeite, maar zijn niet zeker over het welslagen van Hagrids wens

### De grief van Omber
Het is juni en de Slijmballen zijn in aantocht. Harry, Ron en Hermelien hebben haast alleen nog maar aandacht voor hun studies. Tijdens het praktijkexamen Astronomie bestormen Omber en enkele andere tovenaars, Hagrids huisje met de intentie hem van het terrein te verwijderen. Omber gelooft namelijk dat hij tot twee keer toe geprobeerd heeft Delfstoffers in haar kantoor los te laten, terwijl dit een grap was van Leo Jordaan. Hagrid weet zich te verzetten tegen de Lamstralen en vlucht. Professor Anderling probeert Omber tegen te houden, maar krijgt zelf Lamstralen in haar borst en wordt vervolgens in allerijl overgeplaatst naar het St. Holisto-ziekenhuis. Tijdens hun laatste examen raakt Harry verwikkeld in een soort dagdroom waarin hij ziet dat Sirius door Voldemort gevangen en gemarteld wordt op het Departement van Mystificatie op het Ministerie.
Ron en Hermelien vertrouwen het zaakje niet en Harry wordt door hen gedwongen om te controleren of Sirius wel écht gevangengenomen is. Omdat alle communicatiekanalen door het Ministerie in de gaten gehouden worden, moet Harry opnieuw gebruikmaken van de enige haard die niet gecontroleerd wordt; de haard van Omber. Ron verzint samen met Ginny en Loena een afleiding terwijl Harry contact opneemt met Grimboudplein 12, het huis van Sirius Zwarts. Hij vindt er alleen de huiself Knijster die hem lachend zegt dat Sirius niet terug zal keren van het Departement van Mystificatie. Harry wordt echter betrapt door een razende Omber, die onthult dat zij degene was die de Dementors op Harry had afgestuurd vorige zomer. Hermelien probeert de situatie in de hand te houden en maakt Omber wijs dat ze voor Perkamentus een geheim wapen hebben gebouwd in het Verboden Bos. Eenmaal in het Bos, komen ze tegenover centauren te staan. Wanneer Omber hen beledigt, vallen ze aan en slepen ze haar verder het Bos in. Harry en Hermelien ontsnappen door de tussenkomst van Groemp.

### Het gevecht op het Ministerie
Harry wil koste wat het kost naar het Ministerie reizen om Sirius te bevrijden uit de klauwen van Voldemort. Ron, Hermelien, Ginny, Loena en Marcel willen hem vergezellen omdat ze Harry niet in de steek willen laten. Loena stelt voor om via de Terzielers naar Londen te vliegen, maar voor Ron, Ginny en Hermelien is dit een vreemde ervaring aangezien ze de wezens niet kunnen zien. Even later arriveren de leden van de SVP aan de ingang van het Ministerie van Toverkunst. Daar komen ze tot de ontdekking dat het Atrium volledig is uitgestorven; zelfs de bewaking is afwezig. Ze nemen de lift naar het Departement van Mystificatie en gaan door de ontgrendelde deur, waarvan Harry meermaals droomde in zijn slaap. In de ronde kamer kiezen ze een willekeurige deur en ze komen terecht in de Hersenkamer, die in verbinding staat met de Kamer des Doods. Hier ontdekken ze de mysterieuze boog met het gordijn, maar ze beseffen al snel dat ze hier niet moeten zijn. Ook de volgende ruimte, de Tijdkamer, lijkt niet de juiste bestemming en ze nemen uiteindelijk de deur naar de juiste ruimte, de Hal der Profetieën. Bij rij 97 ontdekt Harry de glazen bol uit zijn dromen en pakt hem uit de rek. Op dat moment komt hij oog in oog te staan met de Dooddoeners, die hem in een val hebben gelokt. Lucius Malfidus eist de glazen bol op, maar Harry verzet zich. Samen met de anderen weet hij te vluchten en voor ze het beseffen breekt er een strijd los op het Departement. Verschillende Dooddoeners worden uitgeschakeld, maar ook Hermelien, Ron en Marcel krijgen het zwaar te verduren. 
In de Kamer des Doods valt de Profetie uit Harry's gewaad, wanneer hij Marcel op de stenen banken wil hijsen. Hij valt stuk en een gedaante stijgt op uit de scherven om vervolgens weer te verdwijnen. In het strijdgewoel waren enkel Harry en Marcel getuigen van de afgespeelde Profetie, ook al konden ze hem door het lawaai niet horen. Even later arriveren Sirius, Lupos, Tops, Wolkenveldt en Dolleman in de Kamer en mengen zich in de strijd. Als daarna ook Perkamentus verschijnt en de Dooddoeners proberen te vluchten, spreekt Bellatrix van Detta een dodelijke spreuk uit over Sirius Zwarts. Hij valt achterover door het zwarte gordijn om vervolgens niet meer tevoorschijn te komen. 
Harry begrijpt het niet en achtervolgt de vluchtende Bellatrix uit extreme woede. In het Atrium gebruikt Harry een Onvergeeflijke Vloek om zich te wreken op Bellatrix, maar deze is niet krachtig genoeg om haar te doen lijden. De strijd tussen hun twee gaat verder, maar dan krijgt de Dooddoener versterking door Voldemort, die plots is komen opdagen. Met hulp van Perkamentus ontsnapt Harry nipt aan de dood, en gaat de strijd verder tussen Perkamentus en Voldemort. Wanneer Voldemort dreigt te verliezen, verdwijnt hij en kruipt hij in het lichaam van Harry. Door de mond van Harry zegt hij dat hij Harry zal moeten vermoorden om hem uit te schakelen. Voldemorts plan is van korte duur wanneer hij uit Harry's lichaam wordt verdreven door de intense liefde die Harry bezit en die Voldemort letterlijk pijn doet. De Minister van Toverkunst verschijnt samen met andere tovenaars, en eindelijk zien zij met eigen ogen dat Voldemort echt is teruggekeerd. Nadat Voldemort en Bellatrix zijn verdwenen, brengt Perkamentus Harry naar de kamer van het schoolhoofd op Zweinstein. Hijzelf bespreekt met Cornelis Droebel de gebeurtenissen van die nacht.

### De profetie van Zwamdrift
Terug op Zweinstein vertelt Perkamentus Harry over de profetie die over hem en Voldemort is uitgesproken. Deze profetie verbindt hen om magische reden en Voldemort was er al een lange tijd op uit om de profetie te pakken te krijgen. Zwamdrift zou vlak voor Harry's geboorte een voorspelling hebben gedaan over hun twee waarin ze zag dat de één niet kan voortleven als de ander niet dood is. De één zou sterven door toedoen van de ander. Dat is de reden waarom Voldemort Harry per se wilde aanvallen, omdat hij dacht dat Harry hem ooit zou gaan vermoorden. Aangezien Voldemort nooit de volledige profetie heeft gehoord, bezorgde hij Harry het litteken zonder te beseffen dat hij Harry meteen een deel van zijn kracht bezorgde en zelf gereduceerd werd tot schim.
Als Harry aan het einde van het jaar terugkomt met de Zweinsteinexpres (de schooltrein), wordt hij opgewacht door meneer en mevrouw Wemel, Tops, Dolleman en Lupos. Zij vertellen aan de Duffelingen dat ze met hen te maken krijgen als ze Harry slecht behandelen. Na het gesprek gaat Harry met de Duffelingen naar huis.